# Straža, Straža
Straža je osrednje naselje v Občini Straža pri Novem mestu. Naselje leži na levem bregu reke Krke pod Straško goro. Kraj je nastal leta 1987 z združitvijo do tedaj samostojnih naselij Dolenja Straža, Gorenja Straža, Hruševec in Sela pri Gorenji Straži. Leta 2015 je imel 1938 prebivalcev. V kraju je sedež in del proizvodnih zmogljivosti lesnega podjetja Novoles.
V nekdanji Gorenji Straži stoji podružnična cerkev sv. Tomaža, podružnica župnije Vavta vas, v nekdanji Dolenji Straži pa podružnična cerkev Marijinega vnebovzetja, podružnica župnije Prečna.
Skozi Stražo teče reka Krka, ki je uporabljena večinoma za zabavo in šport, na Straškem hribu je veliko vinogradov in zidanic zaradi ugodne lege in toplega podnebja. Poletja so v Straži vroča, pomladi in jeseni tople z ne prehladnimi jutri, ki so toplejša kot v okolici. Zime so dokaj blage in ne prinesejo veliko snega, zaradi južne lege so tudi zime običajno milejše kot v okolici. 
Skozi naselje poteka tudi prometna cesta Ivančna Gorica-Novo mesto. V naselju ni semaforja ali krožišča, ki bi urejali promet. Turizem ni razvit, ker primanjkuje ležišč in ponudbe, omeniti pa velja rafting in padalstvo.
V naselju so pošta, banka, dve trgovini, zdravstveni dom in lekarna, ni pa policijske postaje. Del infrastrukture (npr. osnovno šolo, župnijo) kraj ureja v sožitju s sosednjo Vavto vasjo, ki leži ob desnem bregu reke Krke. 

## Galerija
- Straža je dolgo naselje, ki večinoma leži ob južnem pobočju Straške gore. Zaradi ugodne lege za vinogradništvo številne zdanice.
- Cerkev sv. Tomaža v Gorenji Straži.